# Красноуфімський міський округ (Натальїнськ)
Красноуфі́мський міський округ (рос. Красноуфимский городской округ) — адміністративна одиниця Свердловської області Російської Федерації.
Адміністративний центр — селище міського типу Натальїнськ.

## Населення
Населення міського округу становить 25708 осіб (2018; 28077 у 2010, 31581 у 2002).

## Склад
До складу міського округу входять 67 населених пунктів, які утворюють 26 територіальних відділів адміністрації:
| Населений пункт                                  | Населення, осіб (2002) | Населення, осіб (2010) |
| ------------------------------------------------ | ---------------------- | ---------------------- |
| Александровський територіальний відділ           |                        |                        |
| Александровське, село                            | 527                    | 459                    |
| Підгорна, присілок                               | 596                    | 576                    |
| Баяцький територіальний відділ                   |                        |                        |
| Верхній Баяк, присілок                           | 148                    | 99                     |
| Куянково, присілок                               | 141                    | 116                    |
| Середній Баяк, присілок                          | 357                    | 243                    |
| Бугалиський територіальний відділ                |                        |                        |
| Верхній Бугалиш, присілок                        | 537                    | 426                    |
| Голенищево, присілок                             | 130                    | 123                    |
| Середній Бугалиш, село                           | 1065                   | 865                    |
| Великотуриський територіальний відділ            |                        |                        |
| Великий Туриш, село                              | 558                    | 555                    |
| Верхня Ірга, присілок                            | 182                    | 130                    |
| Малий Туриш, присілок                            | 90                     | 69                     |
| Руський Туриш, присілок                          | 171                    | 137                    |
| Тактамиш, присілок                               | 88                     | 70                     |
| Ключиківський територіальний відділ              |                        |                        |
| Березова Роща, селище                            | 582                    | 488                    |
| Ключики, село                                    | 670                    | 652                    |
| Красносокольський територіальний відділ          |                        |                        |
| Красносокольє, село                              | 219                    | 106                    |
| Кріулінський територіальний відділ               |                        |                        |
| Банне, присілок                                  | 232                    | 218                    |
| Зауфа, присілок                                  | 393                    | 305                    |
| Калиновка, присілок                              | 402                    | 358                    |
| Красна Поляна, присілок                          | 227                    | 172                    |
| Кріуліно, село                                   | 2067                   | 2102                   |
| Рябиновка, присілок                              | 37                     | 15                     |
| Чигвінцево, присілок                             | 181                    | 133                    |
| Криловський територіальний відділ                |                        |                        |
| Єкатериновка, присілок                           | 4                      | 2                      |
| Каменовка, присілок                              | 0                      | 0                      |
| Крилово, село                                    | 874                    | 851                    |
| Межева, присілок                                 | 10                     | 34                     |
| Марійключиківський територіальний відділ         |                        |                        |
| Марійські Ключики, село                          | 536                    | 452                    |
| Натальїнський територіальний відділ              |                        |                        |
| Натальїнськ, селище міського типу                | 2094                   | 1914                   |
| Нижньоіргінський територіальний відділ           |                        |                        |
| Нижньоіргінське, село                            | 1363                   | 1092                   |
| Шуртан, присілок                                 | 16                     | 8                      |
| Новосельський територіальний відділ              |                        |                        |
| Велике Кошаєво, присілок                         | 301                    | 268                    |
| Верх-Бобровка, присілок                          | 134                    | 120                    |
| Нове Село, село                                  | 498                    | 443                    |
| Озерський територіальний відділ                  |                        |                        |
| Озерки, присілок                                 | 471                    | 378                    |
| Приданниковський територіальний відділ           |                        |                        |
| Верх-Нікітино, присілок                          | 76                     | 75                     |
| Нижнє Нікітино, присілок                         | 17                     | 25                     |
| Приданниково, присілок                           | 2180                   | 2080                   |
| Рахмангуловський територіальний відділ           |                        |                        |
| Бішково, присілок                                | 125                    | 98                     |
| Рахмангулово, село                               | 579                    | 492                    |
| Усть-Торгаш, присілок                            | 6                      | 2                      |
| Саранинський територіальний відділ               |                        |                        |
| Верхня Сарана, присілок                          | 2                      | 2                      |
| Сарана, селище                                   | 2684                   | 2337                   |
| Саранінський Завод, селище                       | 78                     | 40                     |
| Соколиний Камінь, селище                         | 26                     | 15                     |
| Саргаїнський територіальний відділ               |                        |                        |
| Дегтярка, селище                                 | 147                    | 83                     |
| Саргая, селище                                   | 461                    | 354                    |
| Сарсинський територіальний відділ                |                        |                        |
| Сарси-Другі, село                                | 673                    | 649                    |
| Сарси-Перші, присілок                            | 522                    | 483                    |
| Сизгинський територіальний відділ                |                        |                        |
| Сизги, присілок                                  | 553                    | 502                    |
| Тавринський територіальний відділ                |                        |                        |
| Велика Тавра, присілок                           | 1300                   | 1310                   |
| Руська Тавра, село                               | 805                    | 774                    |
| Татарсько-Єманзельгинський територіальний відділ |                        |                        |
| Татарська Єманзельга, присілок                   | 571                    | 379                    |
| Усть-Баяцький територіальний відділ              |                        |                        |
| Новий Путь, присілок                             | 0                      | 0                      |
| Усть-Баяк, присілок                              | 480                    | 387                    |
| Усть-Маський територіальний відділ               |                        |                        |
| Марійський Усть-Маш, присілок                    | 272                    | 211                    |
| Новий Бугалиш, присілок                          | 410                    | 337                    |
| Руський Усть-Маш, присілок                       | 310                    | 233                    |
| Усть-Бугалиш, присілок                           | 296                    | 256                    |
| Чатликівський територіальний відділ              |                        |                        |
| Красний Туриш, присілок                          | 137                    | 87                     |
| Леб'яже, присілок                                | 43                     | 40                     |
| Чатлик, село                                     | 688                    | 599                    |
| Чувашковський територіальний відділ              |                        |                        |
| Колмаково, присілок                              | 32                     | 32                     |
| Чувашково, село                                  | 519                    | 488                    |
| Шиловка, присілок                                | 207                    | 197                    |
| Ювинський територіальний відділ                  |                        |                        |
| Савиново, присілок                               | 238                    | 227                    |
| Черлак, присілок                                 | 81                     | 68                     |
| Юва, село                                        | 1162                   | 1236                   |

17 листопада 2015 року був ліквідований присілок Новий Путь.

## Найбільші населені пункти
| № | Населений пункт | Населення, осіб (2002) | Населення, осіб (2010) |
| - | --------------- | ---------------------- | ---------------------- |
| 1 | Сарана          | 2 684                  | 2 337                  |
| 2 | Кріуліно        | 2 067                  | 2 102                  |
| 3 | Приданниково    | 2 180                  | 2 080                  |
| 4 | Натальїнськ     | 2 094                  | 1 914                  |
| 5 | Велика Тавра    | 1 300                  | 1 310                  |
| 6 | Юва             | 1 162                  | 1 236                  |
| 7 | Нижньоіргінське | 1 363                  | 1 092                  |